# Struthanthus mexicanus
Struthanthus mexicanus är en tvåhjärtbladig växtart som beskrevs av Graciela Calderón. Struthanthus mexicanus ingår i släktet Struthanthus och familjen Loranthaceae. Inga underarter finns listade i Catalogue of Life.